# 坪内好坪駅
坪内好坪駅（ピョンネホピョンえき）は、大韓民国京畿道南楊州市にある韓国鉄道公社京春線の駅である。駅番号はP128。

## 駅構造
- 島式ホーム2面4線の高架駅。

## 利用状況
近年の一日平均利用人員推移は下記のとおり。なお、京春線の2010年は開業日の12月21日から12月31日までの11日間の平均、ITX-青春の2012年は開業日の2月28日から12月31日までの308日間の平均である。
| 路線     | 路線     | 2010年 | 2011年 | 2012年 | 2013年 | 2014年 | 2015年 | 2016年 | 2017年 | 2018年 | 出典  |
| -------- | -------- | ------ | ------ | ------ | ------ | ------ | ------ | ------ | ------ | ------ | ----- |
| ●京春線  | 乗車人員 | 4,536  | 5,232  | 5,330  | 5,479  | 5,618  | 5,621  | 5,756  | 6,051  | 5,888  | [ 1 ] |
| ●京春線  | 降車人員 | 4,480  | 5,015  | 5,146  | 5,275  | 5,419  | 5,476  | 5,657  | 5,856  | 5,757  | [ 1 ] |
| ●京春線  | 乗降人員 | 9,016  | 10,247 | 10,476 | 10,754 | 11,037 | 11,097 | 11,413 | 11,907 | 11,645 | [ 1 ] |
| ITX-青春 | 乗車人員 | 未開業 | 未開業 | 980    | 1,308  | 1,519  | 1,632  | 1,716  | 1,566  | 1,614  | [ 1 ] |
| ITX-青春 | 降車人員 | 未開業 | 未開業 | 876    | 1,173  | 1,359  | 1,443  | 1,529  | 1,408  | 1,432  | [ 1 ] |
| ITX-青春 | 乗降人員 | 未開業 | 未開業 | 1,856  | 2,481  | 2,878  | 3,075  | 3,245  | 2,974  | 3,046  | [ 1 ] |

## 駅周辺
- 坪内車両事業所（朝鮮語版）
- Eマート南楊州店
- MEGABOX南楊州店
- 坪洞初等学校
- 好坪洞住民センター
- 好坪派出所
- 好坪中学校
- 国民銀行好坪支店
- 新韓銀行好坪支店
- 中小企業銀行好坪支店

## 歴史
- 1939年7月25日 - 坪内駅として開業。
- 2006年8月31日 - 現在地に高架駅として移転開業。駅名称を坪内駅から坪内好坪駅へ変更。
- 2010年12月21日 - 首都圏電鉄京春線開業に伴い移転開業。

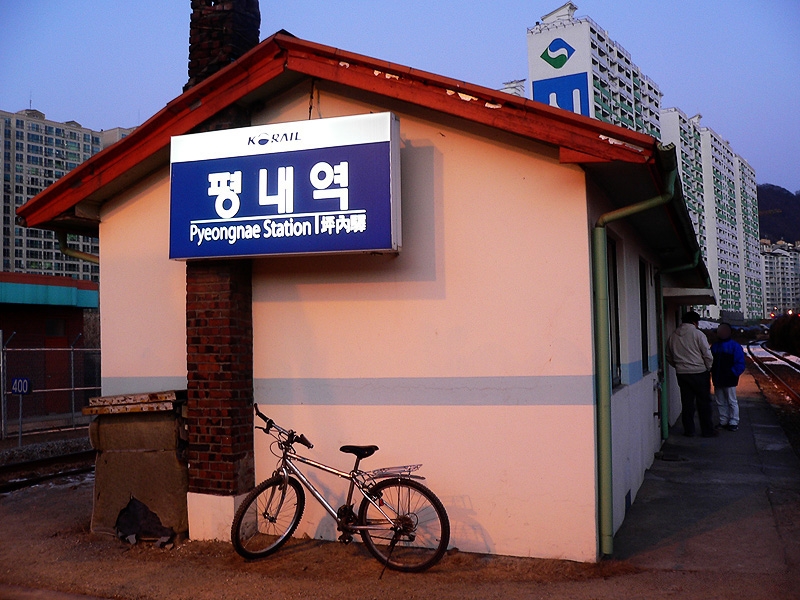
移転前に使われていた旧駅舎(2006年1月)

## 隣の駅
韓国鉄道公社
●京春線
ITX-青春
思陵駅 (P126) - 坪内好坪駅 (P128) - 磨石駅 (P130)
急行
思陵駅 (P126) - 坪内好坪駅 (P128) - 磨石駅 (P130)
緩行
金谷駅 (P127) - 坪内好坪駅 (P128) - 天摩山駅 (P129)